# Косовская операция (1915)
Косовская операция (серб. Косовска битка, болг. Косовска операция, 10 ноября — 4 декабря 1915 года) — сражение Первой мировой войны на Балканском фронте, между сербскими, болгарскими и австро-венгерскими армиями, завершилось победой войск Центральных держав, которые смогли нанести сербским войскам тяжёлые потери и оттеснить их к побережью Адриатического моря.

## План операции
После первоначальных успехов войск центральных держав в Нишской и Овчеполской наступательных операциях главнокомандующий Август фон Макензен считал, что сербские войска все еще могут быть окружены и уничтожены. Он надеялся, что сербы займут позицию в Крагуеваце, но 31 октября стало ясно, что Путник решил отойти дальше. Пока решительные арьергарды сдерживали силы, давившие на него с севера, сербский начальник Генерального штаба приказал остальной армии отойти в сторону Косово. Макензен решил организовать энергичное преследование в долине реки Ибар, намереваясь окружить сербов и провести решающую финальную битву с сербами в районе Косово недалеко от Приштины.

## Ход операции
Форсировав Мораву болгарские войска продолжили наступление на территорию Косово. Главный удар 1-й болгарской армии был нанесен на Приштину. 5 ноября болгарская 9-я пехотная дивизия сумела достичь и перерезать главную дорогу, идущую на юг через Ниш, и вступила в контакт с 11-й немецкой армией генерала Гальвица. 6 ноября 43-я резервная пехотная дивизия под командованием генерал-майора Германа фон Рункеля быстро двинулась, чтобы установить контроль над районом к югу от Кралево, который сербское правительство покинуло двумя днями ранее, что дало немцам возможность проникнуть в долину реки Ибар.
Макензен приказал болгарам начать преследование на юго-запад в сторону Приштины. Однако 1-я болгарская армия испытывала трудности с переброской всех своих частей через реки Западная и Южная Морава. 10 ноября болгарская первая дивизия смогла форсировать Южную Мораву у Лесковаца, примерно в 18 милях к югу от Ниша, но сербские силы, состоящие из трёх дивизий, смогли провести успешную контратаку. Болгары отступили к Лесковацу. Используя эту передышку, сербы продолжили отступление к Приштине. 11 ноября 1-я болгарская армия после взятия Ниша установила контакт с X немецким резервным корпусом и затем повернула на юго-запад в сторону Косово, преследуя отступающих сербов. В течение двух дней сербская армия удерживала Прокупле, но в конце концов ей пришлось отступить.
Немцы предприняли прямое преследование сербов с помощью усиленного X резервного корпуса с 107-й пехотной дивизией, приданной под командование прусского генерала Коша. Наступление Коша пролегало через гору Ястребац, где проход находился на высоте 5200 метров над уровнем моря. Тем не менее 13 ноября передовые подразделения Коша смогли захватить проход, сбив сербскую Дринскую дивизию. Поскольку погода немного улучшилась, разведывательные полеты аэропланов могли держать Макензена и его командиров в курсе действий сербов.
По мере продвижения немцев и их союзников сербы отступали. Хотя потеря Ниша, Крагуеваца, Крушеваца и Кралево стоила сербам огромного количества вооружения и сделала отступление неизбежным, сербская армия сохранила свою организационную целостность, поскольку ее арьергардам удалось сдерживать наступающие силы центральных держав. Сербские армии достигли Приштины и Косово раньше своих преследователей. Сербы также взяли с собой большое количество австро-венгерских пленных, а также с армией шло большое количество гражданских беженцев. У сербов был один пути: отступать к Призрену, а оттуда через горы к побережью Адриатического моря, где армия могла бы отдохнуть и перевооружиться. 22 ноября воевода Путник отдал приказ начать отступление.
23 ноября австро-венгерская 59-я пехотная дивизия достигла Митровицы. В тот же день немецкий IV резервный корпус и болгарская 9-я дивизия, отразив последнюю контратаку сербов в направлении Вранье и Куманово, достигли Приштины, захватив её на следующий день. В обоих местах, в том числе в Нови-Пазаре, было взято большое количество пленных и приличное количество трофеев. Однако большая часть сербской армии уже отошла в Косово, сумев избежать попыток противника окружить их и заставить сдаться. 

## Результаты
Условия не позволяли союзникам использовать крупные силы, поэтому Макензен 24 ноября 1915 года объявил о прекращении кампании. Берлин объявил кампанию завершенной 28-го числа. Вся старая Сербия была захвачена.
В свою очередь, 25 ноября сербское верховное командование издало официальный приказ отступить через горы Черногории и Албании и присоединиться к союзникам, чтобы продолжить войну за пределами страны. 4 декабря операция в Косово завершается, сербская армия в тяжелейших условиях отступает в Албанию. При этом сербские войска потеряли 30 тысяч убитыми и ранеными, 199 орудий, 150 автомашин, большое количество лошадей, и другое военное имущество.